# Rudolf Schicker

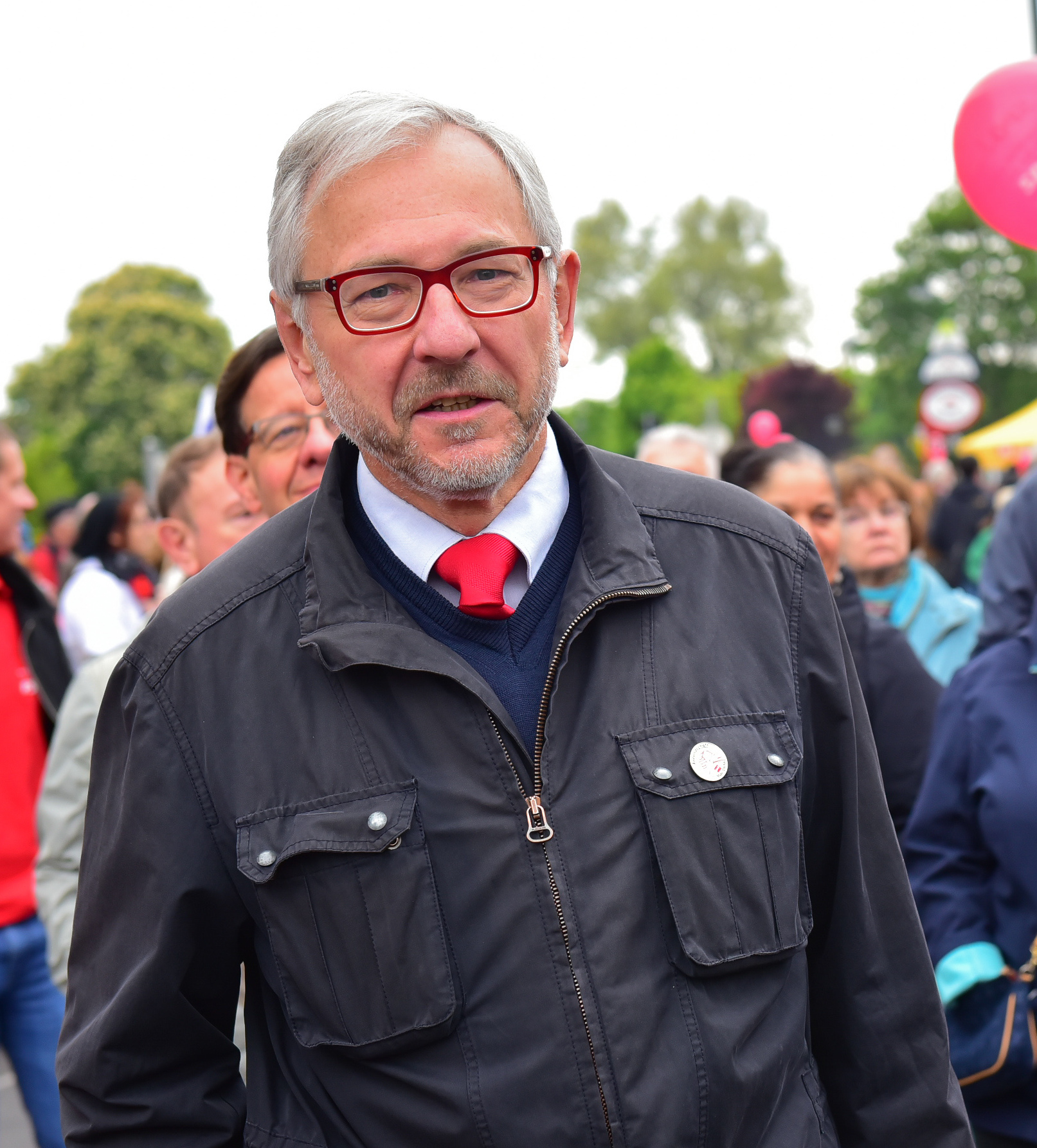
Rudolf Schicker (2016)

Rudolf „Rudi“ Schicker (* 23. August 1952 in Wien) ist ein österreichischer Politiker und war von 2010 bis 2015 Klubvorsitzender der SPÖ Wien. Von 2001 bis 2010 war er in Landesregierung und Stadtsenat Häupl III und Häupl IV amtsführender Stadtrat für Stadtentwicklung und Verkehr.

## Schulische und berufliche Laufbahn
Rudolf Schicker wuchs in einem Gemeindebau (Wildganshof) im 3. Wiener Gemeindebezirk Landstraße auf. Seine Mutter war Jugendfürsorgerin, sein Vater Berufsfeuerwehrmann. Nach der Volksschule besuchte er das Bundesrealgymnasium Stubenbastei, das er 1970 mit der Matura abschloss. Anschließend studierte er an der Technischen Universität Wien die Studienrichtungen Vermessungswesen sowie Raumplanung und Raumordnung.
1976 schloss Schicker sein Technikstudium mit dem akademischen Grad Dipl.-Ing. ab. Danach arbeitete er bis 1978 als wissenschaftlicher Mitarbeiter am Österreichischen Institut für Raumplanung. Zwischen 1978 und 1987 war er Referent in der Abteilung Raumplanung und Regionalpolitik des Bundeskanzleramtes und zwischen 1988 und 2001 Geschäftsführer der Österreichischen Raumordnungskonferenz (ÖROK).
Seit 2014 war Rudolf Schicker einer der beiden Koordinatoren für das Teilgebiet Institutional Capacity and Cooperation (PA 10)  für die Strategie der Europäischen Union für den Donauraum, angesiedelt innerhalb der Wien Holding. Ab 2018 war er überdies Leiter des in Wien und Bukarest ansässigen Danube Strategy Point, welcher als gemeinsames Sekretariat der Donauraumstrategie fungiert.

## Politische Laufbahn
Rudolf Schicker ist seit 1965 in der SPÖ aktiv. Er trat den Roten Falken und dem Verband Sozialistischer Mittelschüler bei. Er war Mitglied der Jungen Generation, er war in der SPÖ-Bezirksorganisation Landstraße aktiv sowie Mitglied der Bezirksvertretung. Im Jahr 1994 wurde er Abgeordneter im Wiener Landtag und Gemeinderat. Nach der Wien-Wahl 2001 wurde er am 27. April 2001 im Stadtsenat bzw. in der Landesregierung Häupl III als amtsführender Stadtrat für Stadtentwicklung und Verkehr angelobt. Nach der Wien-Wahl 2005 verblieb Schicker in derselben Stadtratsfunktion im Kabinett Häupl IV
Nach der Wahl 2010 gab die SPÖ die Agenden Stadtplanung und Verkehr an die Grünen ab. Rudi Schicker übernahm daraufhin die Leitung des SPÖ-Klubs im Wiener Rathaus. 2015 folgte ihm Christian Oxonitsch in dieser Funktion nach.

## Privates
Rudolf Schicker hat aus seiner früheren Ehe mit Ria Schicker zwei Töchter. Er ist heute mit der früheren Präsidentin des Stadtschulrats für Wien Susanne Schicker, vorher Brandsteidl, verheiratet. Die Hochzeit fand zwischen 2016 und 2019 statt.

## Auszeichnungen
- 2022: Großes Goldenes Ehrenzeichen für Verdienste um das Land Wien[5]